# Кременецкий, Александр Александрович
Александр Александрович Кременецкий (род. 16 ноября 1941, Махачкала) — российский учёный в области геологии и геохимии. доктор геолого-минералогических наук, профессор.

## Биография
Александр Александрович Кременецкий родился 16 ноября в г. Махачкала Дагестанской АССР. В 1959 году окончил среднюю школу в Севастополе и поступил в Крымский педагогический институт (ныне Таврический университет) на химико-биологический факультет. В 1961 году перевелся на геологический факультет Воронежского государственного университета, который окончил в 1966 году по специальности геология и разведка месторождений полезных ископаемых, получив при этом квалификацию «инженера-геолога-разведчика».
С 1966 года по настоящее время работает в Института минералогии, геохимии и кристаллохимии редких элементов (ИМГРЭ РАН и МПР РФ). В 1966—1969 гг. обучался в очной аспирантуре института; в 1976 году защитил диссертацию на соискание ученой степени кандидата геолого-минералогических наук (тема — «Метаморфизм основных пород докембрия и некоторые вопросы генезиса амфиболитов (на примере ю-з обрамления Печенгской структуры»). С 1984 года — заведующий отделом ИМГРЭ; проводил научные исследования по геологии, геохимии и минералогии редких щелочных металлов в различных регионах СССР (включая Кольский п-ов, Забайкалье, Восточные Саяны, Дальний Восток, Курильские о-ва, Узбекистан), а также геолого-геохимическое изучение разрезов глубоких и сверхглубоких скважин (Кольской, Саатлинской, Мурунтауской, Кубанской, Тюменской, Криворожской, Тырныаузской, Уральской). В 1992 году защитил докторскую диссертацию (тема — «Метаморфизм и рудообразование в глубинных зонах земной коры (по данным глубоких и сверхглубоких скважин»).
С 1988 года в течение 13-ти лет работал заместителем директора по науке ИМГРЭ. В 2001—2014 гг. — директор Института минералогии, геохимии и кристаллохимии редких элементов (ИМГРЭ МПР РФ).
С 2007 по 2010 гг. — первый вице-президент Ассоциации Геологических организаций.
С 2014 года по настоящее время — научный руководитель ИМГРЭ МПР РФ, член редколлегии журналов «Отечественная геология», «Разведка и охрана недр», "Руды и металлы" , «Каротажник», «Геология и охрана недр Респ. Казахстан»; член Ученого Совета ЦНИГРИ МПР РФ (Центральный научно-исследовательский геологоразведочный институт цветных и благородных металлов)  по докторским диссертациям.
Женат, имеет двоих детей.

## Научная деятельность
Основные направления научных интересов А. А. Кременецкого: геохимия рудных, редких и рассеянных элементов в процессах породо- и рудообразования, петрология рудообразующих систем, геохимические поиски рудных месторождений. Значительное место в научной деятельности А. А. Кременецкого занимали выявление и изучение новых нетрадиционных геолого-промышленных типов редкометалльных месторождений: цезий-биотитовых околопегматитовых метасоматитов, цезиеносных вулканических стекол, литиеносных флюорит-полилитионитовых метасоматитов, аутигенных европиеносных монацитов, рениеносных вулканических газов. Большая заслуга А. А. Кременецкого и его коллег в изучении и разведке нового геолого-промышленного типа гидрогенных месторождений — Брикетно-Желтухинского месторождения рения с подсчетом запасов рения и апробации технологии скважинного подземного выщелачивания с получением товарного продукта перрената аммония. За эту работу в 2017 г. награждён (в коллективе авторов) знаком «Первооткрыватель месторождения».
Под его руководством и при непосредственном участии в ИМГРЭ разработана классификация геолого-промышленных типов редкометалльных месторождений и создана прогнозно-металлогеническая карта России на редкие элементы масштаба 1:5 000 000.
Кременецкий А. А. является одним из создателей и ведущим исполнителем нового научного направления — геолого-геохимического изучения глубинных зон коры с помощью сверхглубокого бурения, которое позволило выявить и изучить ряд мало- или неизвестных ранее явлений и закономерностей формирования и локализации рудного и углеводородного сырья: метаморфогенно-гидрогенное разуплотнение глубинных толщ как причина образования сейсмических волноводов и горизонтальных тектонических смесителей; пирит-пирротиновое превращение в черносланцевых толщах как эффективный источник серы и механизм локализации золотого оруденения. Разработаны и запатентованы новые методы глубинного прогноза.
Значительное место в научной деятельности А. А. Кременецкого занимают проблемы генезиса и условий формирования гигантских золоторудных месторождений, локализованных в терригенных и черносланцевых толщах (Мурунтау, Витватерсранд, Пеббл).
Внес существенный вклад в повышение эффективности разномасштабных геохимических работ при прогнозе и поисках рудного и углеводородного сырья.
Возглавлял и был исполнителем международных проектов INTAS и IAGOD («Рудоносные граниты России и сопредельных стран», «Эколого-геохимические исследования рудных районов»);осуществлял научно-техническое сотрудничество с учеными Испании, Англии, Франции, Австралии, Южной Африки, Индонезии; Республик Узбекистана, Белоруссии и Украины.
В последние годы А. А. Кременецкий возглавляет проект по геолого-геохимическому и изотопно-геохронологическому изучению пород дна Северного Ледовитого океана, а также геохимическому картированию российского сектора Арктики и закреплению внешней границы континентального шельфа РФ в Северном Ледовитом океане

## Награды, премии, почётные звания
- 1997 — Медаль «В память 850-летия Москвы»
- 1998 — Почётный разведчик недр
- 2003 — Заслуженный деятель науки Российской Федерации
- 2010 — Орден Дружбы
- 2013 — Премия Правительства Российской Федерации в области науки и техники за разработку и создание «Российской геологической энциклопедии» (в составе коллектива авторов)
- 2014 — Медаль «За возвращение Крыма»
- 2017 — Знак «Первооткрыватель месторождения»
- 2018 — Заслуженный геолог Российской Федерации
- 2023 — Медаль ордена «За заслуги перед Отечеством» 1 степени

## Труды
А. А. Кременецким опубликовано более 200 научных работ, в том числе 10 монографий; защищено 17 авторских свидетельств и патентов на изобретения. Опубликовал ряд научно-популярных и художественных книг.
- Кременецкий А. А., Лебедева Л. И., Солодов Н. А. Цезиеносность вулканогенных образований СССР // Геохимия, № 4. Изд. Наука, 1973. С. 504—515
- Лишневский Э. Н., Кременецкий А. А. О природе высоких давлений и значениях геотермических градиентов в геологической истории докембрийских щитов // Доклады Академии наук СССР. 1975. Том 223, № 2. С. 434—437
- Кременецкий А. А., Скрябин В. Ю., Воронич Т. М., Глейзер Л. М. О литиеносности вулканогенно-осадочных отложений // Доклады Академии наук СССР. Том 236, № 4. Изд. Наука, Москва, 1977. С. 982—985
- Кременецкий А. А. Метаморфизм основных пород докембрия и генезис амфиболитов. М.: Наука, 1979. 112 с.
- Солодов Н. А., Балашов Л. С., Кременецкий А. А. Геохимия лития, рубидия и цезия. М., Недра, 1980. 233 с.
- Кременецкий А. А., Дмитренко Н. К., Павленко В. С. и др. Геохимия магматизма. М.: Наука, 1982. С. 7-48
- Кременецкий А. А., Овчинников Л. Н. Модель химического состава первичной коры континентов //Доклады Академии наук СССР. Том 270, № 6, 1983. С. 1462—1467
- Кременецкий А. А., Казанский В.И, и др. Эволюция континентальной земной коры в докембрии // Кольская сверхглубокая. Исследование глубинного строения континентальной коры с помощью бурения Кольской сверхглубокой скважины. М.: Недра, 1984. С. 254—276
- Kremenetskiy A.A. and Ovchinnikov L.N. The precambrian continental crust its structure composition and evolution as revealed by deep drilling in the U.S.S.R. Precambrian Research, 33 (1986). Р. 11-43
- Кременецкий А. А., Овчинников Л. Н. Геохимия глубинных пород. М.: Наука, 1986. 256 с.
- Kremenetskiy A.A., Milanovsky S.Yu., Ovchinnikov L.N. A heat generation model for continental crust based on deep drilling at the Baltic shield. Tec-tonophisiks, 159 (1989). P. 231—246
- Кременецкий А. А., Лапидус А. А., Скрябин В. Ю. Геолого-геохимические методы глубинного прогноза полезных ископаемых. М.: Наука, 1990. 223 с.
- Рейф Ф. Г., Кременецкий А. А., Удод Н. И. О механизме образования остаточных очагов высоководного гранитного расплава // Доклады Академии наук СССР, Том. 314, № 5, 1990. М.: Наука. С. 1226—1230
- Кременецкий А. А. Новый геолого-промышленный тип редкоземельных россыпей // Разведка и охрана недр. — 1993. — № 3. — С. 15-19
- Кременецкий А. А. Количественная оценка прогнозных ресурсов ме-таллов генерируемых глубинными рудообразующими системами //Руды и металлы. — 1994. — № 4. — С. 19-29
- Кременецкий А. А., Минцер Э. Ф. Универсальность эволюции золото-рудных систем — ключевой критерий регионального прогноза промышленного оруденения // Отечественная геология. — 1995. — № 5. — С. 19-27
- Кременецкий А. А., Алексеева А. А., Волох А. А. и др. Природа и эво-люция геохимических и геофизических полей золото-редкометалльных провинций // Отечественная геология. — 1996. — № 4. — С. 24
- Кременецкий А. А., Шадерман Ф. И. Новый сырьевой источник рения и перспективы его промышленного освоения // Разведка и охрана недр. — 1996. — № 8. — С. 17-21
- Юшко Н. А., Кременецкий А. А., Воронцов А. К. Расплавные импактиты: геохимические признаки ударного метаморфизма (по данным глубокого бурения в Пучеж-Катункской астроблеме) // Геохимия. — 1998. — № 7. — С. 656—667
- Кременецкий А. А., Икорский С. В., Каменский И. Л., Сазонов А. М. Геохимия глубинных зон докембрийской коры // Кольская сверхглубокая. Научные результаты и опыт исследований. — М.: МФ Технонефтегаз, 1998. С. 71-98
- Xuejing Xie, Xuegiu Wang, Kremenetskiy A.A., V.K. Kheffets // Orientation study of strategic deep penetration geochemical methods in the central Kyzylkum desert terrain, Uzbekistan. Journal of Geochemical Exploration 66 (1999) 135—143
- Кременецкий А. А. Завод на вулкане // Наука и жизнь. — № 11. — 2000. — С. 26-30
- Кременецкий А. А., Лапидус А. В. и др. Саатлинская сверхглубокая (исследования глубинного строения Куринской межгорной впадины по материалам бурения Саатлинской сверхглубокой скважины СГ-1) // Изд-во «Nafta-Press», Баку, 2000. 288 с.
- Graupner T., Kempe U., Spooner E.T.C., Bray C.J., Irmer G. Kremenetskiy A.A., Microthermometric, Laser Raman Spectroscopic, and Volatile-Ion Chromatographic Analysis of Hydrothermal Fluids in the Paleozoic Muruntau Au-Bearing Quartz Vein Ore Field, Uzbekistan // Economic Geology, v. 96 (1), 2001, pp. 1–23
- Кременецкий А. А., Юшко Н. А. SEDEX-процесс — ведущий механизм формирования ресурсного потенциала Au и U в докембрийских кон-гломератах и полосчатых железных рудах // Сборник научных трудов Института геохимии окружающей среды. Киев, выпуск 5/6, 2002. 16 с.
- Кременецкий А. А., Карась С. А. Технология глубинных геохимических поисков алмазоносных кимберлитов // Разведка и охрана недр. — 2005. — № 2-3. — С. 21-25
- Середин В. В., Кременецкий А. А., Трач Г. Н. и др. Новый геолого-промышленный тип иттриево-земельной минерализации в юго-западном Приморье // Разведка и охрана недр. — 2006. — № 9-10. — С. 37-42
- Кременецкий А. А., Максимюк И. Е., Юшко Н. А. Минералого-геохимические критерии седиментогенно-эксгаляционного генезиса золотоносных конгломератов // Разведка и охрана недр. — 2006. — № 9-10. — С. 117—126
- Кременецкий А. А., Морозов А. Ф., Ферштатер Г. Б., Бескин С. М. Инно-вационная технология переоценки ресурсного потенциала региональ-ных геологических структур на примере мегапроекта «Урал Промыш-ленный — Урал Полярный» // Разведка и охрана недр. — 2010. — № 5. — С. 36-42
- Кременецкий А. А., Пилицын А. А., Инговатов А. П., Грузнов В. М. Геохимические методы прогноза и поисков нефтегазовых месторождений // Разведка и охрана недр. — 2010. — № 5. — С. 63-69
- Кременецкий А. А., Попов В. С. Гигантское Cu-Au-Mo месторождение Пеббл на юго-западе Аляски: особенности строения и формирования; перспективы Северо-Востока и Дальнего Востока России // Разведка и охрана недр. — 2010. — № 9. — С. 57-69
- Кременецкий А. А., Чаплыгин И. В. Содержание рения и других редких металлов в газах вулкана Кудрявый (остров Итуруп, Курильские острова) // Доклады Академии наук. — 2010. — Том 430. — № 3. — С. 365—370
- Кременецкий А. А., Громалова Н. А., Белоусова Е. А., Веремеева Л. И. Изотопно-геохимические особенности новообразованных кайм цирконов — критерий идентификации источников питания Ti-Zr россыпей // Геология рудных месторождений. — 2011. — том 53. — № 6. — С. 516—537
- Кременецкий А. А., Попов В. С., Громалова Н. А. Возраст формирования руд гигантского Cu-Au-Mo месторождения Пеббл (Аляска, США) // Доклады Академии наук. — 2012. — Том 442. — № 5. — С. 653—658
- Костюченко С. Л., Морозов А. Ф., Кременецкий А. А. Тиман-Урало-Пайхойская коллизионная область // М.: Геокарт, ГЕОС, выпуск 5, 2012. 210 с.
- Морозов А. Ф., Петров О. В., ШокальскийС. П., Кременецкий А. А. и др. Новые геологические данные, обосновывающие континентальную природу области центрально-арктических поднятий //Региональная геология и металлогения. — 2013. — № 53. — С. 34-55
- Козловский Е. А., Горохов С. Л., Кременецкий А.А и др. Российская геологическая энциклопедия // Разведка и охрана недр. — 2013. — № 8. — С. 87-88
- Кременецкий А. А., Костицын Ю. А., Морозов А. Ф., Рекант П. В. Источники вещества магматических пород поднятия Менделеева (Северный Ледовитый океан) по изотопно-геохимическим данным // Геохимия. — 2015. — № 6. — С. 487—501
- Карась С. А., Кременецкий А. А., Орлов С. Ю. и др. Новый геолого-промышленный тип гидрогенных месторождений рения // Разведка и охрана недр. — 2017. — № 18. — С. 20-27
- Кременецкий А. А. Строение, состав и эволюция Амеразийского бассейна Арктики по геолого-геохимическим данным // Труды RAO/CIS OFFSHORE 2017 PROCEEDINGS, Санкт-Петербург, Химиздат, 2017. С. 23-26
- Кременецкий А. А., Громалова Н. А. и др. Источники вещества магматических пород глубоководного ложа Северного Ледовитого океана и Центральной Атлантики по данным U-Pb-возраста, изотопии Hf и геохимии РЗЭ цирконов // Доклады Академии наук. — 2018. — Том 481. — № 2. — с. 169—173
- Кременецкий А. А., Веремеева Л. И. и др. Новые подходы к минерагенической оценке российского сектора Арктики // Разведка и охрана недр. — 2019. — № 1. — с. 29-35
- Vetrin V.R., Belousova E.A., Kremenetsky A.A. Lu-Hf Isotopic Systematics of Zircon From Lower Crustal Xenoliths in the Belomorian Mobile Belt // Geology of Ore Deposits. – 2018 – No.7 – С. 568-577
- Кременецкий А.А., Полякова Т.Н., Пилицын А.Г. Фазовые формы золота в системе коренной источник вторичный ореол при формировании аномальных геохимических полей // Геология. – 2018. – №1– С. 77-91
- Кременецкий А.А., Григоров С.А. и др. Структурно-геохимическое районирование Арктического сектора Российской Федерации // Разведка и охрана недр. – 2019. – № 1– С. 11-19
- Шулятин О. Г., Беляцкий Б.В., Кременецкий А.А. Геохимические и изотопно-геохронологические исследования полихронных цирконов из магматических пород Срединно-Атлантического хребта и некоторые особенности его строения // Региональная геология и металлогения. – 2019. – №77 – С. 11-19
- Кременецкий А.А., Пилицын А.Г. и др. Эволюция фундамента, рифтогенез и нефтегазоносность Циркумполярной Арктики // Региональная геология и металлогения. – 2020. – № 83 – С. 14-32
- Ермаков В.А., Кременецкий А.А. Домезозойский фундамент Курило-Камчатской вулканической дуги: состав и возрастные этапы формирования // Разведка и охрана недр. – 2021 – № 12 – С.50-60.
- Кременецкий А.А. Новая модель формирования Атлантико-Арктической гетерохронной рифтогенной системы: концепция и базовые положения // Отечественная геология – 2021. –  № 3-4 – С. 18-27
- Кременецкий А.А., Веремеева Л.И. Мезозойский плитный чехол Циркумполярной Арктики: строение, состав, условия формирования, непрерывность // Разведка и охрана недр. – 2021. – № 10 – С. 21-32
- Кременецкий А.А., Спиридонов И.Г., Граменицкая П.Н. Офиолиты восточной Арктики: геотектонические парадигмы и геохимическая реконструкция геодинамических обстановок // Разведка и охрана недр. – 2021. – № 6 – С.14-28
- Кременецкий А.А., Спиридонов И.Г. и др. Минерально-сырьевые кластеры Арктической зоны России и перспективы расширения внешней границы её континентального шельфа // Руды и металлы. –  2022. – № 4 – С. 32–53
- Кременецкий А.А., Глумов И.Ф. и др. Эпиконтинентальная природа Евразийского бассейна и хребта Гаккеля в Арктическом бассейне: геолого-геохимические и морфоструктурные особенности // Разведка и охрана недр. –  2022. – № 11–С. 8-20
- Кременецкий А.А., Пилицын А.Г., Ветрин В.Р., Веремеева Л.И. Геохимическая реконструкция геодинамической эволюции базальтового магматизма рифтогенно-спрединговых структур в переходной зоне континент-океан. // Разведка и охрана недр. –  2024. – № 5

### Литературные труды
- Кременецкий А. А. Чука: повести и рассказы. М.: Изд-во Альпина нон-фикшин, 2012, 477 с.
- Кременецкий А. А. Адские жаровни. М.: Изд-во ИМГРЭ, 2015, 392 с.
- Кременецкий А. А. Арктида. 3-е изд. доп. М.: Изд-во ИМГРЭ, 2016, 306 с.
- Кременецкий А. А. Кто убил декабристов?. М.: Изд-во ИМГРЭ, 2016, 402 с.
- Кременецкий А. А. ВГУ — моя альма-матер. М.: Изд-во ИМГРЭ, 2018, 185 с.
- Кременецкий А. А. Затёсы-2. М.: Изд-во ИМГРЭ, 2020, 332 с.
- Кременецкий А. А. Без царя и без головы. М.:, Изд-во ИМГРЭ, 2022, 266 с.
- Кременецкий А. А. Кто мы? М.:, Изд-во ИМГРЭ, 2023, 277 с.
- Кременецкий А. А. Ступени Мироздания: впечатления и размышления. М.: Изд-во ИМГРЭ, 2024, 291 с.